# Frenz (Adelsgeschlecht)
Die Adligen von Frenz Sie galten im 13. Jahrhundert als bedeutende Persönlichkeiten, und ihr Territorialbesitz erstreckte sind von der Laufenburg an der Wehe als östlichstem Punkt über Frenz, Nothberg und Stolberg bis Wilhelmstein an der Wurm und ins Herzogenrather Land. Das Adelsgeschlecht ist trotz der Namensgleichheit nicht mit den Freiherrn Raitz von Frentz, die auch nur „Frentz“ oder „von und zu Frentz“ genannt werden, zu verwechseln.
Dokumentiert ist, dass die Gebrüder Wilhelm, Wirich und Harper von Frenz im 13. Jahrhundert neben ihrer Burg den Herrschaftshof Stolberg besaßen. Auf welche Art und Weise Stolberg an die Herren von Frenz gelangt ist, konnte bis jetzt nicht eindeutig ermittelt werden. Möglich wäre eine Schenkung oder eine nicht dokumentierte Erbtochter aus dem Hause Stahlburg.

## Graf Heinrich von Berg

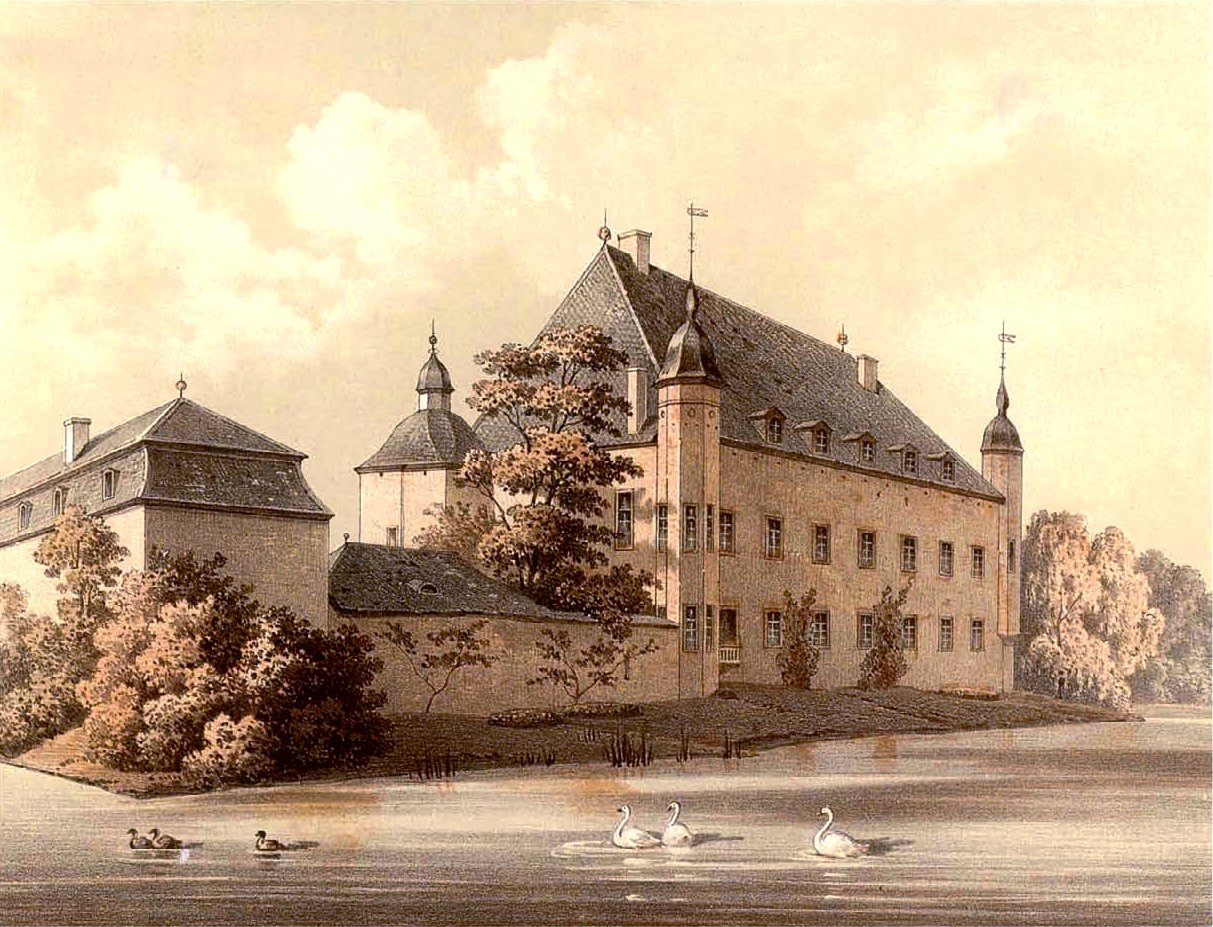
Burg Frenz

Das Rittergut Frenz gehörte ursprünglich zum Besitz des Kölner Erzbistums. Heinrich von Molenark, Erzbischof von 1225 bis 1238, übertrug dieses Gut Heinrich von Berg, der seit 1226 Herzog von Limburg war. Aus diesem Hause sind vermutlich die Edelleute von Frenz hervorgegangen.

## Wilhelm von Frenz
Er gehörte zu den einflussreichen regionalen Persönlichkeiten der damaligen Zeit. Es existiert eine Urkunde vom 19. Februar 1237. In dieser besiegelte er einen Vertrag über die Vogtei Konzen als Graf Wilhelm IV. von Jülich diese  Walram I. von Limburg, Herr zu Monschau übertrug. Neben Wilhelm von Frenz (aus dem gefolg von Walram) wurde dieser Vertrag von zahlreichen Adligen und kirchlichen Würdenträgern unterzeichnet. Hierzu zählten Abt Florenz der Reichsabtei Kornelimünster (1205–1245) und der Edle Philipp von Wildenburg.
Am 9. Mai 1263 wurde Wilhelm von Frenz in den Kreis der Edelbürger der Stadt Köln aufgenommen. Er stieg damit in die gleiche Hierarchie auf, der auch bereits die Grafen von Jülich angehörten. Zu diesem Anlass siegelte Wilhelm noch mit seinem alten Wappen, einem springenden Reiter. Bei Folgeurkunden aus dem Jahr 1269 verwendete er als Wappen einen Löwen.
Wilhelm war mit Sophia von Hückeswagen verheiratet. Aus dieser Ehe ging Wilhelm II. von Frenz hervor, der unter anderem als Erbe den Hof Stolberg übernahm.

## Harper von Frenz
Harpers Name sowie der seines Bruders Wilhelm tauchen in der Friedensurkunde vom 2. November 1242 auf. Diese besiegelt die Freiheit des in Nideggen inhaftierten Kölner Erzbischofs Konrad von Hochstaden (1238–1261). Nach neunmonatiger Kerkerhaft wird er gegen Zahlung eines hohen Lösegeldes freigelassen.
Neben dieser Urkunde erwähnt ihn ein Dokument des Klosters Brauweiler vom 26. Januar 1260. Er bezeugt die Schenkung des Grafen Wilhelm IV. von Jülich. Aufgrund dieser Schenkung erhalten Walram von Jülich und seine Frau Mathilde gegen Zahlung von 150 Kölner Denaren den „Neubruch-Zehnten“. Hierdurch wurde ein lang anhaltender Streit zwischen den Kölner Erzbischöfen und zahlreichen weltlichen Herren um den Besitz des Klosters beigelegt.

## Harper von Louvenburg
Er trägt das gleiche Wappen wie Harper von Frenz, ist mit diesem aber nicht zu verwechseln. Harper gehörte den seit 1230 dokumentierten Edelleuten von Laufenburg an, zu Alsdorf. Damit gehörten diese ebenfalls zur Limburger Gefolgschaft, der auch die Edelleute von Frenz entstammten. Das Wappen der Löwe mit Schindeln kam aus Nassau hervor.

## Wirich von Frenz
Wirich von Frenz († 16. März 1278) verbürgt sich für seinen Verwandten Wirich von Spralant. In dieser Urkunde vom 15. März 1271 siegelt er erstmals als Herr zu Stolberg. Das von ihm benutzte Siegel zeigt bereits die Grundzüge des späteren Stolberger Stadtwappens: ein rechtspringender Löwe mit Längsschindeln und Turnierkragen.
Wirich von Frenz war Ritter des Jülicher Grafen Wilhelm IV.und wurde beim Eintreiben von Sondersteuern für den König Rudolf I. am 16. März 1278 von Aachener Bürgern erschlagen.

## Wilhelm II. von Frenz
Wilhelm II. († 23. November 1303) zeichnete offiziell als Wilhelm II von Frenz, Herr zu Stolberg und Setterich. Eine Urkunde aus dem Jahre 1277 führt ihn auf. Aufgrund eines verlorenen Dokumentes verzichtet Wilhelm II. auf die jährliche Zahlung von zwanzig Mark, die die Stadt Köln an ihn hätte entrichten müssen, da Wilhelm zum Schutze Kölns im Bedarfsfall neun Ritter und 15 Knappen stellen sollte.
Als Sicherheit bot Wilhelm II. den Hof Stolburg, gelegen in der „Herrschaft Frenz, der unser Allod ist“ (Allod=Eigentum, kein Lehengut) an. Die Burg Stolberg wurde aufgrund der überlieferten Urkunde Lehensgut der Stadt Köln, blieb jedoch weiterhin im Besitz der Adligen von Frenz. Lediglich im Falle eines Nichteinhaltens ihrer Verpflichtungen würde Stolberg an Köln fallen.
Wilhelm II. war in erster Ehe mit Cunigunde von Frankenberg verheiratet, wie ein Dokument aus dem Jahre 1269 belegt. Aus dieser Ehe ging die Tochter Cunigunde hervor, die später Graf Ruprecht II von Virneburg heiratete.
Nach dem frühen Tod seiner Frau heiratete Wilhelm II. Mechthilde von Reifferscheid. Hiermit verschmolz die Edelherrenlinie der Adligen von Frenz mit der von Reifferscheid.